# Okaro White
Okaro White (Brooklyn, New York, 13 de agosto de 1992) es un jugador de baloncesto estadounidense que pertenece a la plantilla del Panathinaikos B. C.  de la A1 Ethniki. Mide 2,06 y juega de ala-pívot.

## Trayectoria
Okaro se formó en Florida State Seminoles hasta 2009. En 2014, el americano debutó como profesional este año en la Serie A con la Virtus Bologna, donde ha promediado 10 puntos y 5 rebotes por partido. En 2015 llega a Grecia para jugar en las filas del Aris BC.
El 17 de enero de 2017 firmó por 10 días con los Miami Heat de la NBA, debutando dos días después ante Dallas Mavericks, logrando un rebote en 9 minutos de juego.
[actualizar]
El 15 de julio de 2021, firma por el Panathinaikos B. C. de la A1 Ethniki.
[actualizar]

## Estadísticas de su carrera en la NBA

### Temporada regular
| Año     | Equipo | PJ | PT | MPP  | %TC  | %3P  | %TL  | RPP | APP | ROB | TPP | PPP |
| ------- | ------ | -- | -- | ---- | ---- | ---- | ---- | --- | --- | --- | --- | --- |
| 2016-17 | Miami  | 35 | 0  | 13.5 | .379 | .353 | .909 | 2.3 | .6  | .3  | .3  | 2.8 |
| 2017-18 | Miami  | 6  | 4  | 13.3 | .438 | .364 | .667 | 1.8 | .3  | .2  | .2  | 6.3 |
| Total   | Total  | 41 | 4  | 13.4 | .388 | .356 | .880 | 2.3 | .6  | .3  | .3  | 2.9 |